# AID
Az Aktiváció-Indukált (Citidin) Deamináz (AID) egy olyan 24 kDa enzim, amely a DNS citidin nukleozidjáról egy amino csoportot hasít le. Jelenlegi ismereteink szerint az AID a másodlagos ellenanyag diverzifikációban alapvető szereppel bír azzal, hogy beindítja a szomatikus hipermutációt (SHM), az osztályváltás rekombinációs folyamatát (CSR) és a gén-konverziót (GC).
Az AID olyan egyszálú DNS deaminálásában vesz részt, amelyről e folyamattal egyidejűleg RNS szintetizálódik (aktív transzkripció). A folyamatban olyan cisz-regulációs faktorok is részt vesznek, amelyekről feltételezik, hogy az AID aktivitást több nagyságrenddel fokozzák az immunglobulin v-regiót kódoló genomiális szegmenseken (azokkal a szakaszokkal összehasonlítva, ahol az AID aktivitás szintén kimutatható). Mindez érvényes a mesterséges riporter-gén konstrukciókra, valamint a genomba integrálódott transzgénekre is.
Az AID egy olyan több-lépésű mechanizmussal indítja el az SHM folyamatát, amelynek első fázisában deaminálja a cél DNS-ben lévő citidint, különösképpen azokat a citidineket, amelyek egy sajátos motívumban találhatók: WRCY (W=adenin vagy timidin, R=purin, C=citidin, Y=pirimidin) vagy ennek inverz változatában: RGYW (G=guanidin). A folyamat eredményeként létrejövő U:G (U= uridin) párhibát ezt követően a következő lépések valamelyike fogja tovább módosítani.
1. Az U:G párhiba a replikáció során két új DNS láncot eredményez, az egyik változatlan marad, míg a másik egy C → T tranzíciós mutáción megy keresztül. (Az U a DNS-ben a T-nek megfelelő nukleotid, illetve a replikáció során így kezeli a rendszer).
2. Az uracilt az uracil DNS glikoziláz (UNG) kihasíthatja, amely ezáltal egy bázis nélküli helyet eredményez. Ez a bázis nélküli pont a replikáció során a négy nukleotid (A, G, C, T) valamelyikével véletlenszerű beillesztéssel egészül ki. Egy másik lehetőség, hogy a bázis nélküli pont egy endonukleáz (apurinic endonuclease; APE) hatására elhasad, és így egy törést eredményez a dezoxiribóz-foszfát gerincben. Ezt a törést azután a hagyományos DNS javító rendszer javítja, vagy pedig, ha két hasonló törés alakul ki egy-egy a DNS pár egyik illetve másik láncán, akkor egy lépcsőzetes dupla törés alakul ki (staggered double strand break; DSB). Feltételezések szerint a nehézláncot kódoló génszakaszok előtti váltórégióban (switch region), ill. a variábilis génszakaszokban kialakuló DSB-k vezetnek a CSR, ill. GC folyamatokhoz.
3. Az U:G hibát a párhiba javító (mismatch repair; MMR) mechanizmus felismerheti, közülük is kiemelendő a MutSa(alpha). A MutSa egy olyan heterodimer molekula amely az MSH2 és MSH6 egységekből áll, és elsősorban az egy bázis eltéréséből adódó hibákat képes felismerni a DNS szerkezetében. E folyamat során az MMR proteinek felismerik U:G hibát, majd exonukleolitikus aktivitásukkal a DNS egyik szálát elérhetővé teszik; ezt követi a hiba-javító DNS polimeráz aktivitása, amely a rést kitölti. Ezek az enzimek ugyanakkor arra is hajlamosak, hogy újabb mutációkat okozzanak a rés kitöltése közben. Ez teszi lehetővé a mutációk létrehozását az AT bázispároknál.